# María Fernanda Mackenna
María Fernanda Mackenna Cooper (Santiago, 2 de diciembre de 1986) es una atleta chilena.

## Vida personal
Es de una familia de cinco hermanos compuesta por tres hermanos, una hermana y sus padres. En su casa todos hacen deportes, principalmente fútbol, pero ella y su madre marcan la diferencia siendo reconocidas atletas chilenas. Su madre, Leslie Cooper, logró el récord de Chile en 100 metros planos en 1975 con un tiempo de 11.8 s, y actualmente es directora del Comité Olímpico de Chile. Egresada de Psicología, empezó su carrera profesional en la Universidad Adolfo Ibáñez, terminándola a fines de 2009 en los Estados Unidos.

## Trayectoria deportiva
Luego de una adolescencia cercana al deporte y el término de sus estudios profesionales en los Estados Unidos a finales de 2009, Mackenna empezó a vivir una vida normal alejada del deporte de alto rendimiento, sin embargo, su mamá la motivó a revivir su sueño y a luchar por él. Más tarde, participó en los Juegos Bolivarianos de 2013, Juegos Suramericanos de 2014, el Campeonato Sudamericano de Atletismo de 2015, Juegos Bolivarianos de 2017, el Campeonato Sudamericano de Atletismo de 2017 y Juegos Suramericanos de 2018, logrando múltiples medallas en las categorías donde se especializa, 400 m, Relevo 4x400 y Relevo 4x100.

## Palmarés
| Año  | Campeonato                             | Lugar                   | Resultado | Distancia    | Marca   | Ref.   |
| ---- | -------------------------------------- | ----------------------- | --------- | ------------ | ------- | ------ |
| 2011 | Campeonato Sudamericano de Atletismo   | Buenos Aires, Argentina | 3º        | Relevo 4x400 | 3:49.51 | [ 4 ]  |
| 2011 | Campeonato Sudamericano de Atletismo   | Buenos Aires, Argentina | 3º        | Relevo 4x100 | 46.42   | [ 4 ]  |
| 2013 | IAAF World Challenge de Madrid         | Madrid, España          | 7º        | 100 m        | 12.15   | [ 5 ]  |
| 2013 | Juegos Bolivarianos de 2013            | Trujillo, Perú          | 3º        | Relevo 4x400 | 3:41.74 | [ 6 ]  |
| 2014 | Juegos Suramericanos de 2014           | Santiago, Chile         | 3º        | Relevo 4x400 | 3:37.42 | [ 7 ]  |
| 2014 | Juegos Suramericanos de 2014           | Santiago, Chile         | 2º        | Relevo 4x100 | 45.09   | [ 7 ]  |
| 2015 | Campeonato Sudamericano de Atletismo   | Lima, Perú              | 3º        | Relevo 4x400 | 3:40.56 | [ 8 ]  |
| 2015 | Campeonato Sudamericano de Atletismo   | Lima, Perú              | 3º        | Relevo 4x100 | 44.83   | [ 8 ]  |
| 2016 | Campeonato Iberoamericano de Atletismo | Río de Janeiro, Brasil  | 3º        | Relevo 4x400 | 3:42.47 | [ 9 ]  |
| 2017 | Campeonato Sudamericano de Atletismo   | Luque, Paraguay         | 3º        | Relevo 4x400 | 3:40.00 | [ 10 ] |
| 2017 | Juegos Bolivarianos de 2017            | Santa Marta, Colombia   | 3º        | 400 m        | 54.05   | [ 11 ] |
| 2017 | Juegos Bolivarianos de 2017            | Santa Marta, Colombia   | 1º        | Relevo 4x400 | 3:37.93 | [ 11 ] |
| 2018 | Grand Prix Sudamericano Orlando Guaita | Santiago, Chile         | 1º        | 400 m        | 53.13   | [ 12 ] |
| 2018 | Grand Prix Antonio Silio               | Concepción, Argentina   | 3º        | 400 m        | 54.30   | [ 13 ] |
| 2018 | Grand Prix Hugo Mario La Nasa          | Concepción, Argentina   | 2º        | 400 m        | 54.64   | [ 13 ] |
| 2018 | Grand Prix de Atletismo Mario Paz      | Santa Cruz, Bolivia     | 1º        | 400 m        | 54.15   | [ 14 ] |
| 2018 | Grand Prix Sudamericano Julia Iriarte  | Cochabamba, Bolivia     | 1º        | 400 m        | 53.72   | [ 15 ] |
| 2018 | Juegos Suramericanos de 2018           | Cochabamba, Bolivia     | 3º        | 400 m        | 53.60   | [ 16 ] |
| 2018 | Juegos Suramericanos de 2018           | Cochabamba, Bolivia     | 2º        | Relevo 4x400 | 3:33.42 | [ 16 ] |